# Justicia weberbaueri
Justicia weberbaueri är en akantusväxtart som först beskrevs av Gustav Lindau, och fick sitt nu gällande namn av D.C. Wasshausen. Justicia weberbaueri ingår i släktet Justicia och familjen akantusväxter. Inga underarter finns listade i Catalogue of Life.